# Tên lửa đẩy hạng nặng
Tên lửa đẩy hạng nặng (Tiếng Anh heavy-lift launch vehicle, HLV hoặc HLLV, là phương tiện phóng vũ trụ có khả năng mang tải trọng từ 20.000 đến 50.000 kg (theo NASA) hoặc từ 20.000 đến 100.000 kg (theo Nga) vào quỹ đạo Trái đất tầm thấp (LEO). Tính đến  năm 2019, các phương tiện phóng vũ trụ hạng nặng vẫn còn đang được sử dụng là Ariane 5, Trường Chinh 5, Proton-M và Delta IV Heavy. Ngoài ra, tên lửa Angara A5, Falcon 9 Full Thrust, và Falcon Heavy được thiết kế để có khả năng mang tải trọng hạng nặng đối với một vài cấu hình, nhưng không có khả năng mang được trọng tải nặng 20 tấn vào quỹ đạo LEO.
| Tên lửa                                                                                      | Hoạt động   | Sản xuất                  | Tải trọng lớn nhất (lên LEO)        | Số vụ phóng mang tải trọng >20 tấn | Các vụ phóng mang tải trọng | Các vụ phóng mang tải trọng        | Các vụ phóng mang tải trọng                           |
| Tên lửa                                                                                      | Hoạt động   | Sản xuất                  | Tải trọng lớn nhất (lên LEO)        | Số vụ phóng mang tải trọng >20 tấn | ...lên LEO hoặc MEO | ...lên GTO hoặc GSO                | ...lên HEO và quỹ đạo xa hơn                          |
| -------------------------------------------------------------------------------------------- | ----------- | ------------------------- | ----------------------------------- | --- | --- | ---------------------------------- | ----------------------------------------------------- |
| Những tên lửa đẩy hiện vẫn đang hoạt động                                                    |             |                           |                                     | | |                                    |                                                       |
| Ariane 5 (ECA và ES)                                                                         | từ năm 2002 | Airbus phát triển cho ESA | 21.000 kg (46.000 lb)               | 4 | Georges Lemaître ATV 29/7/2014 | ViaSat-2 và Eutelsat 172B 1/6/2017 | đưa Herschel và Planck tới điểm Lagrange L2 14/5/2009 |
| Delta IV Heavy                                                                               | từ 2004     | ULA                       | 28.790 kg (63.470 lb)               | 1 (có thể có thêm 4 vụ phóng được thực hiện mật) | Orion EFT-1 5/12/2014 | Mật                                | đưa Parker Solar Probe lên Quỹ đạo nhật tâm           |
| Trường Chinh 5/5B (CZ-5/5B)                                                                  | từ 2016     | CALT                      | 25.000 kg (55.000 lb)               | 2 | Module lõi trạm vũ trụ Thiên Hà29/4/2021 | Shijian 20, 27/12/2019             | Đưa vệ tinhChang'e 5 lên Mặt trăng, 23/11/ 2020       |
| Proton-M                                                                                     | từ 2001     | Khrunichev                | 23.000 kg (51.000 lb)               | 1 | ModuleNauka cho ISS, 21/7/2021 | Vệ tinh ViaSat-1, 19/10/2011       | Vệ tinh ExoMars TGO được đưa lên sao Hỏa, 9/6/2016    |
| Các tên lửa sau chưa từng mang tải trọng tới 20 tấn nhưng vẫn được xếp vào tên lửa hạng nặng |             |                           |                                     | | |                                    |                                                       |
| Angara-A5                                                                                    | từ 2014     | Khrunichev, Polyot        | 24.500 kg (54.000 lb)               | data-sort-value="" style="background: var(--background-color-interactive, #ececec); color: var(--color-base, inherit); vertical-align: middle; text-align: center; " class="table-na" \| — | Mass simulator 14/12/2020\| data-sort-value="" style="background: var(--background-color-interactive, #ececec); color: var(--color-base, inherit); vertical-align: middle; text-align: center; " class="table-na" \| — |                                    |                                                       |
| Falcon 9                                                                                     | từ năm 2015 | SpaceX                    | 22.800 kg (50.300 lb)               | 0 | Iridium NEXT-5 30/3/2018 | Intelsat 35e 5/7/2017 (7.075 kg)   | DSCOVR 11/2/2015                                      |
| Falcon Heavy                                                                                 | từ 2018     | SpaceX                    | 38.000–45.000 kg (84.000–99.000 lb) | 0 | STP-2 25/6/2019 | Arabsat-6A 11/4/2019               | beyond Mars Tesla Roadster 6 February 2018            |

1. ↑  Theo như báo cáo tải trọng 21.000 kg bao gồm Launch Abort System (LAS) đã không được đưa thành công lên quỹ đạo, nhưng không nói tới khối lượng còn lại của tầng đẩy mang tải trọng, là thứ mà đã bay được tới quỹ đạo.
2. ↑  Tải trọng vệ tinh bí mật của NRO.
3. ↑  Phóng từ sân bay vũ trụ Vostochny.
4. ↑  to 90,000-km supersynchronous GTO

## Gallery

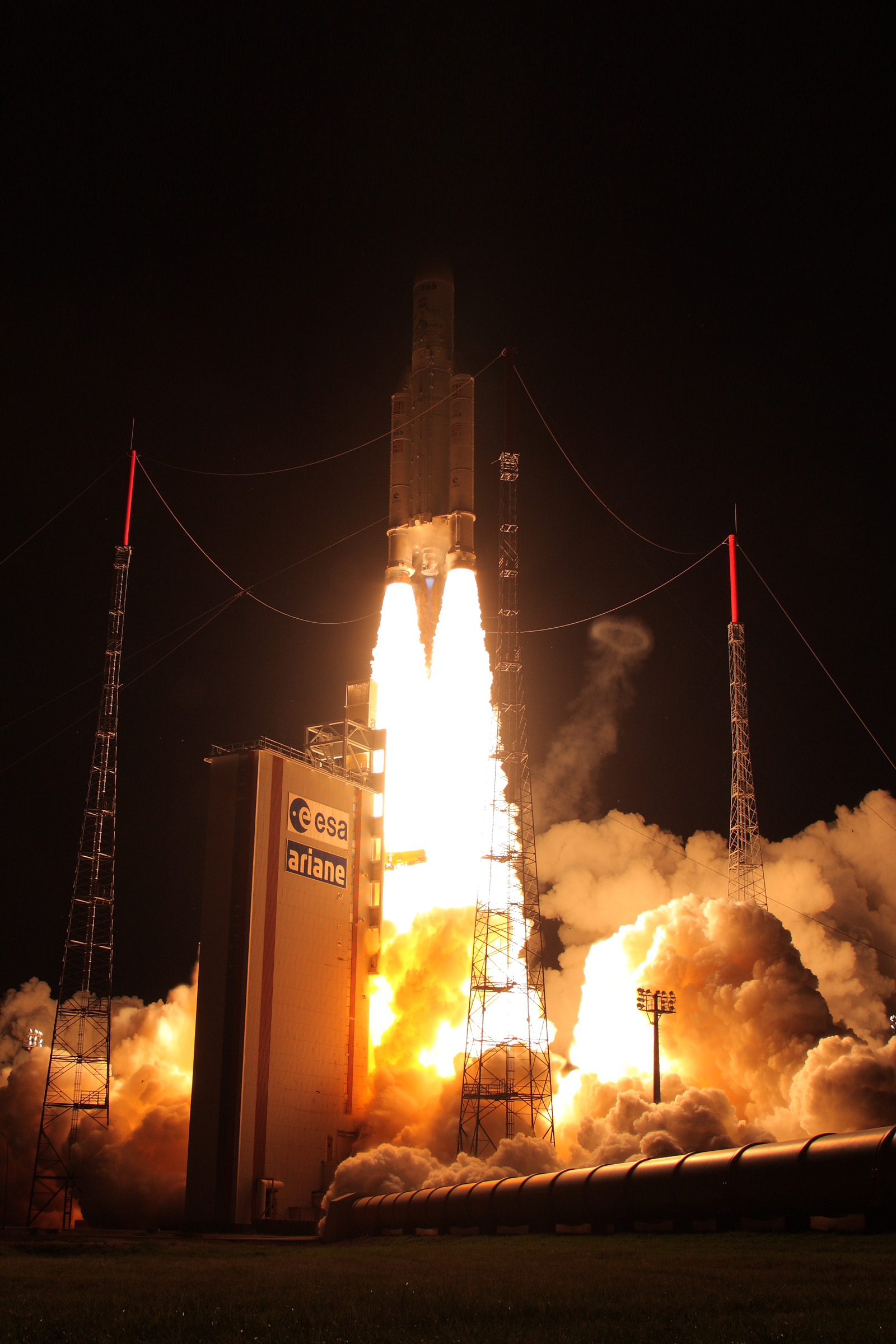
Ariane 5 ES mang theo Albert Einstein ATV lên International Space Station tháng 6 năm 2013
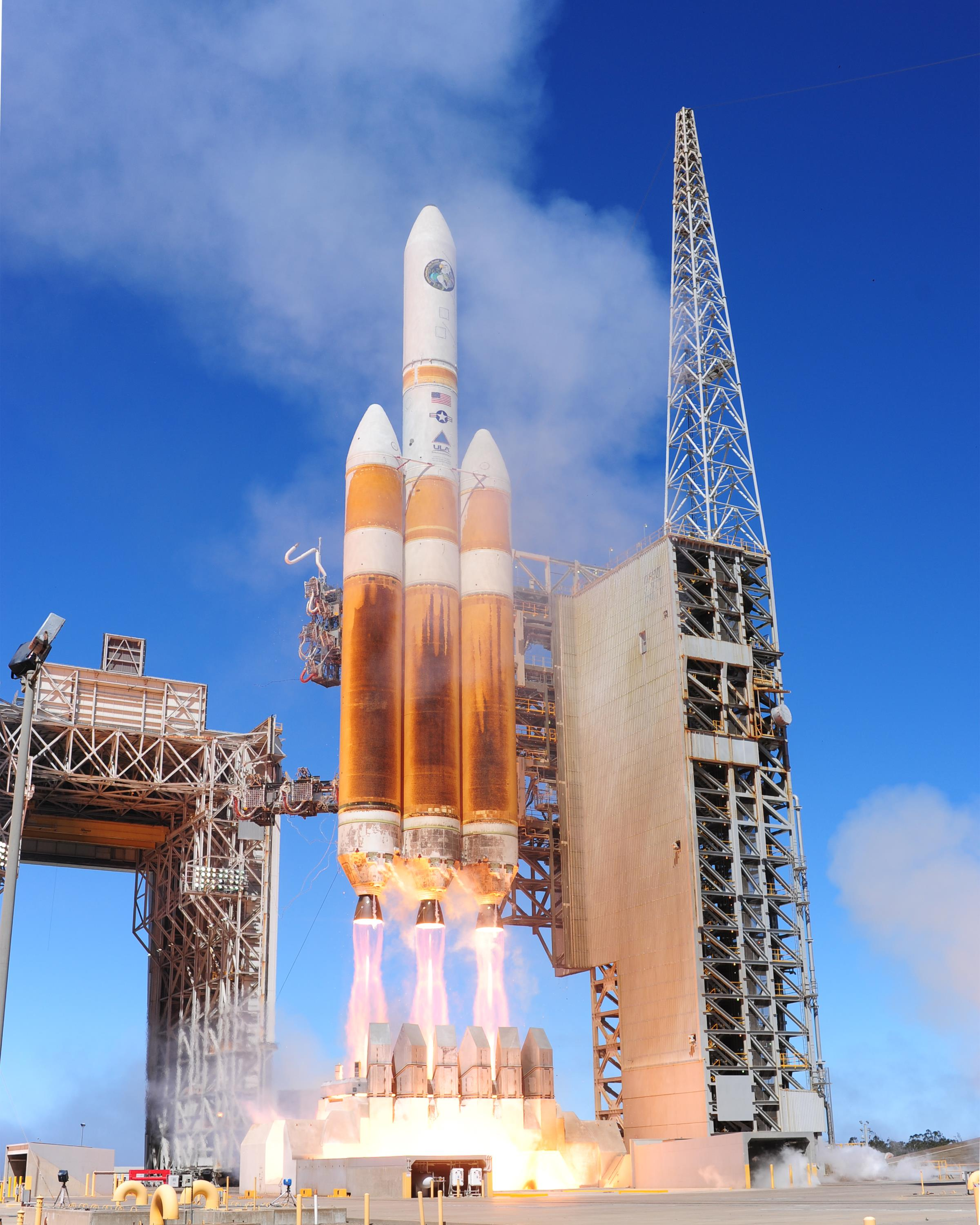
Delta IV Heavy mang theo tải trọng mật của National Reconnaissance Office vào ngày 28/8/2013, từ Căn cứ không quân Vandenberg, California
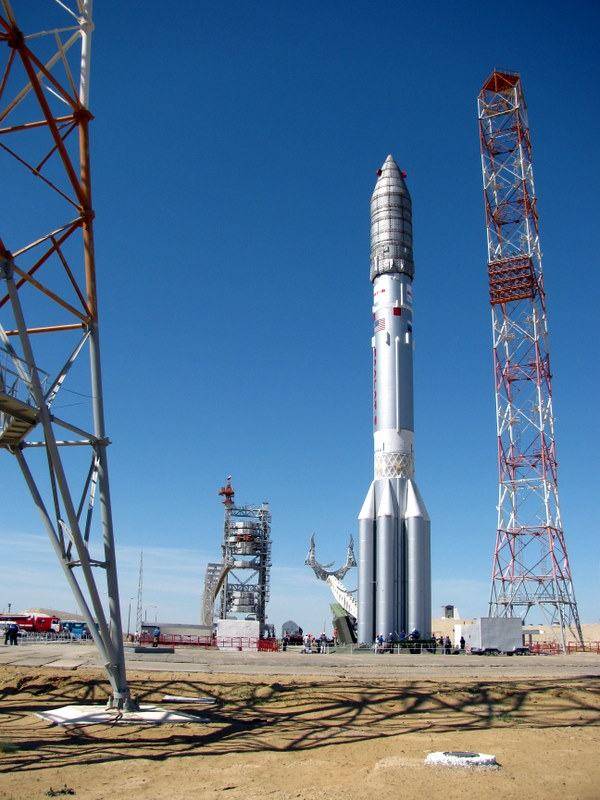
Tên lửa Proton-M, Sân bay vũ trụ Baikonur
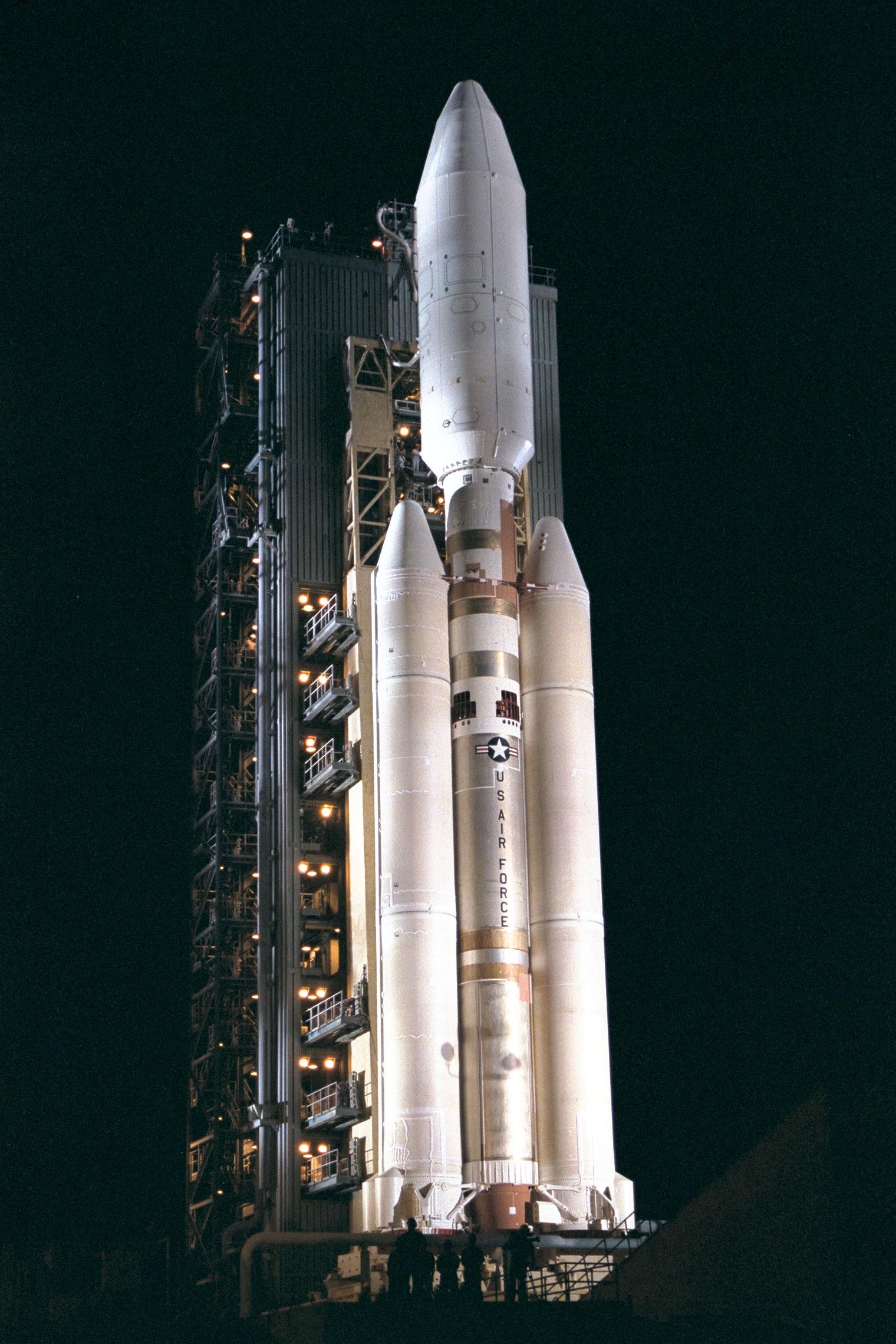
Titan IV chuẩn bị phóng tàu thăm dò Cassini–Huygens từ Vandenberg, tháng 10/1997.
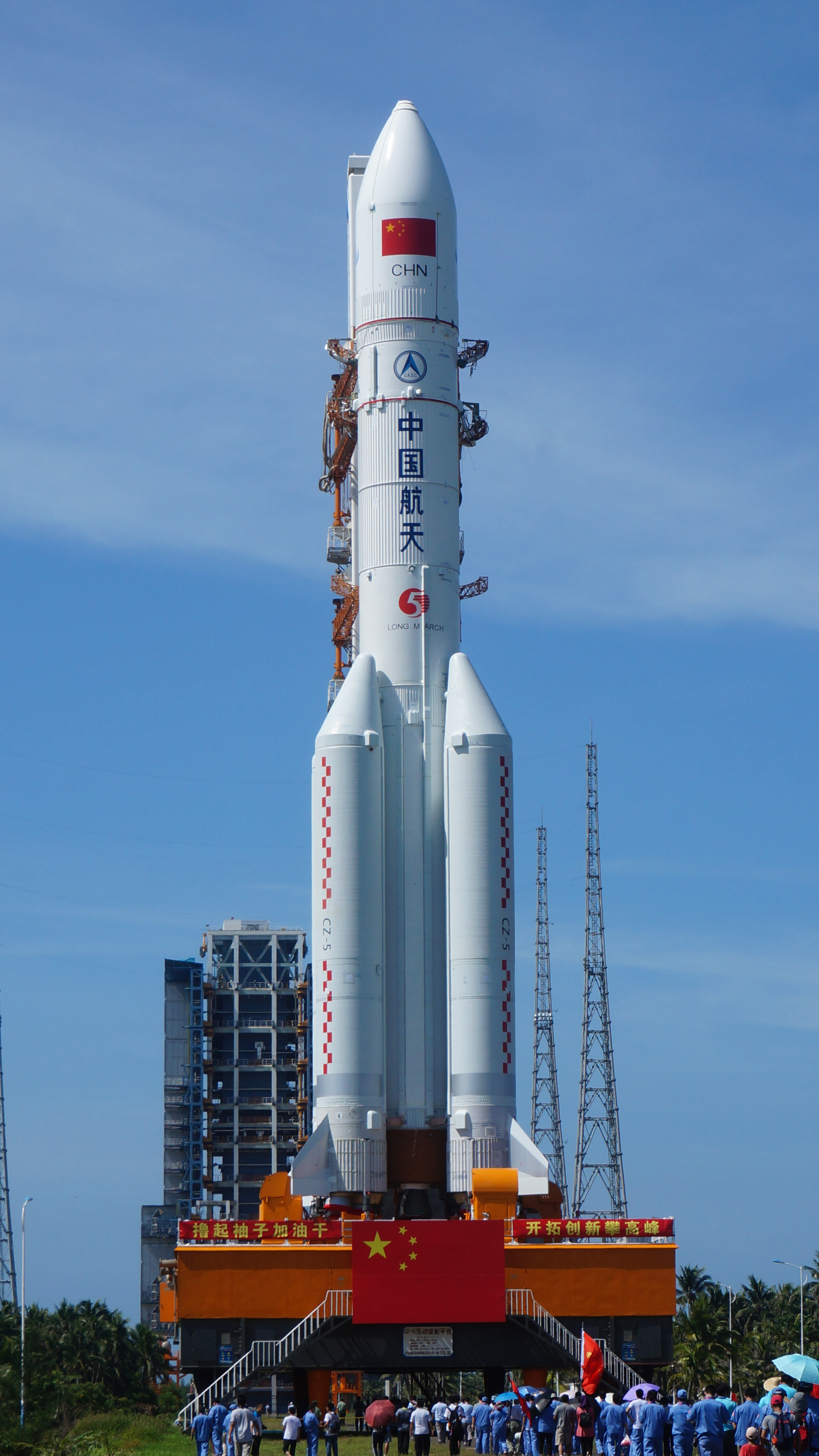
Tên lửa Trường Chinh 5 tại Trung tâm phóng tàu vũ trụ Vân Xương, Hải Nam